# 장현수 (1993년)
장현수(張鉉洙, 1993년 1월 1일 ~ )는 대한민국의 축구 선수로 현재 K3리그의 대전 코레일에서 미드필더로 활동 중이며 대한민국 청소년 대표팀 출신이다.

## 어린 시절
서울남성초등학교, 문래중학교를 거쳐 인천 유나이티드 U-18팀인 인천대건고등학교에 입학했으며 유스 시절부터 촉망받는 유망주 중 하나였으나 대학 진학을 앞두던 3학년 시절에 입은 큰 부상의 여파로 컨디션이 크게 저하되면서 결국 인천 유나이티드의 지명을 받지 못했다.
그리고 본래 진학 예정이었던 대학교에도 진학이 거부되는 시련을 맞이하기도 했으나 이후 용인대학교에 진학한 뒤 이장관 감독의 지도하에 왼쪽 측면 공격수로 맹활약을 펼쳤다.

## 클럽 경력

### 수원 삼성 블루윙즈
2015 시즌을 앞두고 수원 삼성 블루윙즈 입단을 통해 프로에 입문한 뒤 첫 시즌에는 수비수로 몇차례 출전했고 중국 슈퍼리그 상하이 하이강과의 2016년 AFC 챔피언스리그 G조 2차전에서는 프로 데뷔골을 넣기도 했으나 리그에서는 좀처럼 기회를 잡지 못한 채 2016년 여름 임대 이적을 결정했다.

### 부산 아이파크
수원에서 기회를 좀처럼 잡지 못한 상황에서 K리그2의 부산 아이파크로 임대 이적한 이후 리그 13경기 3개의 공격포인트(2골·1어시스트)를 기록하며 팀의 2016년 K리그2 준플레이오프 진출에 관여했다.

### 부천 FC 1995
수원으로 복귀한 이후에도 출전 기회를 제대로 부여받지 못하면서 결국 2019 시즌을 앞두고 K리그2의 부천 FC 1995로 트레이드되어 2021 시즌까지 공식전 66경기 8개의 공격포인트(3골·5어시스트)를 작성하며 2016 시즌 이후 3년만의 K리그2 포스트시즌 진출에 일조했다.

### 이와테 그루자 모리오카
2022 시즌을 앞두고 일본 J2리그의 이와테 그루자 모리오카 이적을 통해 프로 데뷔 이래 처음으로 해외 진출에 성공했고 이후 2시즌동안 공식전 16경기에서 3개의 공격포인트(1골·2어시스트)를 작성했다.

### 대전 코레일
2023 시즌을 마친 후 K3리그의 대전 코레일 입단을 통해 3년만에 고국으로 돌아온 뒤 2024 시즌 공식전 22경기 3개의 공격포인트(2골·1어시스트)를 기록했다.

## 국가대표팀 경력

### 대한민국 청소년 대표팀
2012년부터 2015년까지 U-20 대표팀과 U-23 대표팀의 일원으로 8경기에 출전했다.

## 대회 성적

### 클럽
부천 FC 1995
- K리그2 : 4위 (2019)